# 快復期
『快復期』（かいふくき）は、フィンランドの女性画家ヘレン・シャルフベックが1888年に描いた油絵である。